# Cockaigne (In London Town)
Cockaigne (In London Town) (op. 40) ist eine Ouvertüre von Edward Elgar. Sie wurde von 1900 bis 1901 komponiert und am 20. Juni 1901 in London uraufgeführt. Die Spieldauer beträgt ungefähr 14–15 Minuten.

## Entstehung
Einem seiner Freunde gegenüber bemerkte Elgar, der Einfall zu dem Stück sei ihm an einem dunklen Tag im Rathaus gekommen, als er auf „all die Gedenkstätten der großartigen Vergangenheit der Stadt“ und deren Geschichte sah, wobei ihm von der düsteren Decke her eine Melodie gekommen sei.
Elgar begann mit dem Komponieren nach der Uraufführung seines Oratoriums The Dream of Gerontius im Herbst 1900 und beendete seine Arbeit an der Partitur am 24. März 1901.

## Musik und Thematik
Wie oben schon angedeutet, stellt Cockaigne (wörtlich übersetzt: Schlaraffenland) eine Huldigung oder ein Porträt Londons dar, womit auch der Beititel der Ouvertüre zu erklären ist. Beinahe programmatisch wird das Leben der Stadt in den Mittelpunkt des Werkes gesetzt: Das Stadtleben mit pfeifenden Straßenjungen zu Beginn des Stückes, gefolgt von einem lyrischen Zwischenspiel, dann einem zweiten Thema, das ein Liebespärchen im Park versinnbildlicht, und zuletzt neben einer Passage, die wie eine Militärkapelle anmutet, Erinnerungen an die festliche Atmosphäre in einer Kirche. Am Ende wird das Thema noch einmal wiederholt und prachtvoll ausgeführt.
Elgar selbst bezeichnete Cockaigne (In London Town) als „fröhlich und londonerisch; aufrichtig, gesund, humorvoll, kräftig, nicht jedoch vulgär“.